# Il senso religioso (1966)
Il senso religioso è un saggio del sacerdote cattolico e teologo Luigi Giussani, fondatore del movimento Comunione e Liberazione.
Non scritto direttamente, ma rivisto dall'autore, il libro raccoglie in modo ordinato gli appunti delle lezioni tenute da Luigi Giussani nella seconda metà degli anni cinquanta nella scuola superiore dove insegnava religione dopo aver abbandonato la docenza di teologia al seminario di Venegono.

## Storia editoriale

L'arcivescovo di Milano Giovanni Battista Montini nel 1959.

Giussani affrontò per la prima volta il tema del senso religioso nel dicembre del 1957 in un breve testo di 32 pagine scritto per la Gioventù Italiana di Azione Cattolica a partire da una lettera pastorale dell'allora arcivescovo di Milano Giovanni Battista Montini, intitolata proprio Sul senso religioso.
Gli appunti delle lezioni di don Giussani al liceo Berchet, raccolti tra il 1954 e il 1960 e pubblicati in varie forme, divennero i testi di riferimento della catechesi e degli incontri della scuola di comunità del nascente movimento di Comunione e Liberazione, all'epoca ancora Gioventù Studentesca.
Nel 1966 la giovane casa editrice milanese Jaca Book pubblicò sotto questo titolo una parte degli appunti, riguardanti in particolare l'esperienza religiosa dell'uomo. Il volumetto divenne uno dei testi di riferimento delle comunità di Comunione e Liberazione e il tema del senso religioso divenne il perno delle lezioni di don Giussani all'Università Cattolica di Milano a partire dalla metà degli anni sessanta.
Nel gennaio 1977 Jaca Book rieditò il libro, in una versione riveduta editorialmente, ma fedele all'originale, avendo stimato che l'edizione originale del 1966 avesse avuto una diffusione di circa centomila copie.
Negli anni ottanta, don Giussani realizzò una nuova versione de Il senso religioso, con un testo completamente nuovo, frutto in gran parte delle lezioni tenute dal teologo per il corso di introduzione alla teologia all'Università Cattolica fino a quel momento. La nuova versione, il primo volume della trilogia del PerCorso, divenne uno dei testi più noti e diffusi di don Giussani, tradotto in molte lingue e presentato, nella sua versione in lingua inglese, al palazzo di vetro delle Nazioni Unite.
Nel maggio del 1994 il testo originale fu riproposto da Rizzoli nel volume Il senso di Dio e l'uomo moderno pubblicato all'interno della collana I libri dello spirito cristiano diretta dallo stesso Luigi Giussani. Nello stesso libro fu ristampato anche il testo La coscienza religiosa nell'uomo moderno pubblicato originariamente nel 1985.

## Contenuti

### La natura del senso religioso
L'autore inizia chiedendosi a quale livello della natura umana si collocano le grandi domande circa l'esistenza: «per che cosa vale la pena vivere? qual è il significato della realtà? che senso ha l'esistenza?» L'esempio è la figura del pastore errante di Giacomo Leopardi che rivolgendosi alla luna si chiede:
(Giacomo Leopardi, Canto notturno di un pastore errante dell'Asia)
Il senso religioso è al livello di queste inevitabili domande, al livello in cui l'uomo attende una risposta esauriente a queste domande. Un livello implicito in qualunque posizione umana. «È la natura stessa della ragione, del nostro pensiero, della nostra coscienza che si pone come senso religioso», e qualunque sia la posizione filosofica, politica, teoretica, tali domande sono espressione di tutti. Tutta la vita, tutte le circostanze affermano l'esistenza di un quid che sia ultimamente il senso per cui si vive.
Il senso religioso è, per sua natura, un fattore ineliminabile, «coincide con quel senso originale, totale di dipendenza che è l'evidenza più grande e suggestiva per l'uomo di tutti i tempi». Quel qualcosa da cui tutto dipende «si chiama, nella tradizione religiosa, esplicitamente Dio».
Giussani pone metodologicamente una differenza tra senso religioso, qualunque forma di consapevolezza di questa dipendenza, e religiosità, intesa come l'insieme di teorie e di pratiche di vita che da essa scaturiscono nella storia e nella tradizione. Il senso religioso è una dote caratteristica della natura umana e fra tutte le capacità umane è la fondamentale perché si rivolge al bene finale e conclusivo, «riassume tutti gli scopi delle altre capacità della nostra persona».

### Senso religioso e realtà
Dopo la prima parte, in cui Giussani pone "il fondo della questione", il testo analizza il rapporto tra il senso religioso e la realtà. Per entrare in funzione, ha bisogno di essere continuamente richiamato in una dipendenza non solo originale, costitutiva dell'essere, ma anche in ogni momento della vita in un rapporto continuo con il reale. «Il richiamo che mette in moto il senso religioso dello spirito umano viene da Dio attraverso la realtà creata. (...) Il mondo rende testimonianza a chi lo crea». Una rivelazione naturale in cui l'esistenza stessa ridesta la coscienza del fondamento dell'essere.
Giussani introduce una delle parole a lui più care: «io». Il livello più profondo della realtà, dove la realtà diventa io, dove la realtà prende coscienza di sé. È anche il livello dove la realtà prende coscienza del bene e del male, il livello dove, come l'autore spiegherà più volte in altre sue opere, la realtà richiama al mistero, «richiama ad altro, oltre sé, più in su». Il mondo, la realtà, è segno di Dio, una cosa il cui senso è altrove.

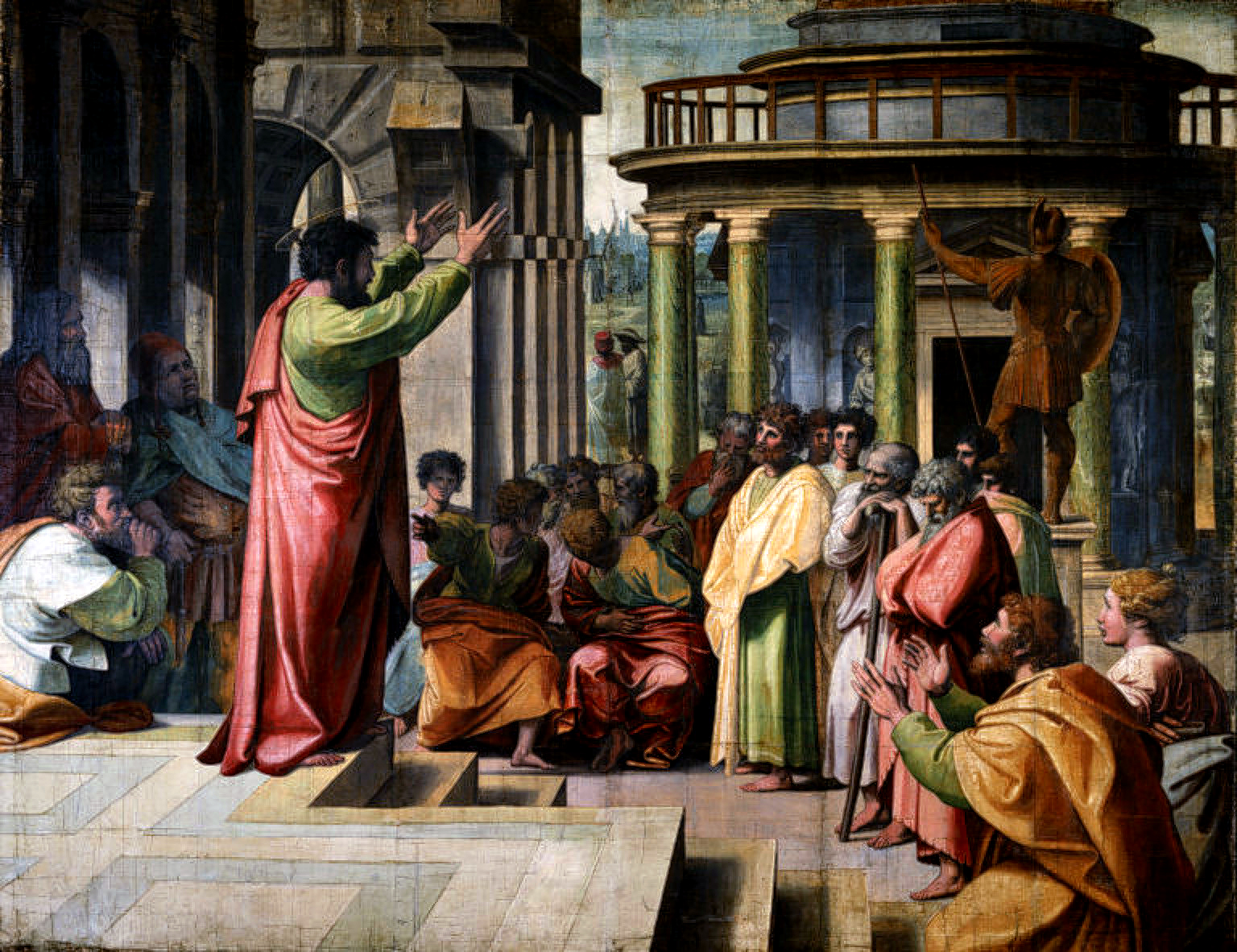
Raffaello, Predica di san Paolo (1515-1516).

La realtà vissuta come mistero, il «Dio ignoto» del quale gli ateniesi chiedono spiegazione a San Paolo all'Areopago (At17,23), spinge la ragione a inoltrarsi, per la sua stessa natura che è esigenza di significato, in questo ignoto. Questo può portare alla tentazione di rendere l'uomo stesso criterio del tutto, dinamica che Giussani identifica con la parola idolo, la corruzione del senso religioso ad un aspetto parziale.

### La rivelazione
Da qui la necessità della rivelazione, preannunciata, osserva Giussani, anche da Platone:
(Platone, Fedone)
Qui Giussani introduce il concetto della «categoria della possibilità», una posizione dell'uomo non ideologica, un uso della ragione che rispetti qualunque eventualità, anche quella della rivelazione, in attesa vigile, una posizione, ragionevole e leale, di imprevedibile attesa.
L'autore prosegue nella terza parte proprio con l'analisi di come Dio si sia rivelato all'uomo, attraverso l'esperienza di Abramo. Dio che entra nella storia umana direttamente, nel rapporto diretto con l'uomo: Non il frutto di un ragionamento umano, ma «la registrazione di un fatto. (...) La Bibbia è questa notizia, il testo di questa testimonianza a noi». Caratteristiche della rivelazione sono la comprensibilità, avviene cioè in termini a noi adatti, e il fatto che l'esito è «una coscienza ancora più profonda del mistero come mistero».

### Gesù
La libertà di Dio, che sceglie di rivelarsi all'uomo secondo modalità comprensibili all'uomo e che lo rendono ancor più addentro alla dinamica del senso religioso, si concretizza nella compagnia di Dio all'uomo mediante l'incarnazione. Giussani tratta quindi il problema di Cristo nella storia. «Com'è nato storicamente il problema cristiano?». La risposta è nel porsi a livello di coloro che per primo l'hanno incontrato.
L'abbassamento di Dio a livello dell'uomo, rende la dipendenza originale, resa nota dal senso religioso, compiuta nell'amore, «in una compagnia precisa col mistero divenuto misura inevitabile dell'umana convivenza».
«Questo è», per Giussani, «il culmine dell'attuazione del senso religioso».

### La Chiesa
La quarta e ultima parte del testo riguarda la Chiesa, la modalità con cui si rende presente oggi il mistero di Cristo. Il metodo è l'«incontro con un fatto presente», in cui si verifichi una proposta, un «incontro integralmente umano». Aggiunge Giussani: «Cristo è rimasto per essere oggetto d'incontro, incontro umano, proprio come ci si imbatte in una persona. Ed è rimasto nella storia svolgendo la sua fisionomia nella vita della sua comunità», cioè la Chiesa.
Conclude Giussani: «Con Cristo si attua la comunione personale di Dio» (il significato ultimo a cui l'esperienza del senso religioso rimanda) «con l'uomo e la sua storia».

## Edizioni

### Testi originali
- Luigi Giussani, Il senso religioso, a cura di Presidenza Diocesana Milanese della G.I.A.C., collana Fonte Seniores, 1ª ed., Milano, GIAC, 1957,  p. 32.

### Il senso religioso
- Luigi Giussani, Il senso religioso, 1ª ed., Milano, Jaca Book, Note e sintesi, 1966,  p. 92, SBN MOD0353347.
- Luigi Giussani, Il senso religioso, 2ª ed., Milano, Jaca Book, Già e non ancora pocket 13, gennaio 1977,  p. 100, SBN RLZ0218796.
- Il senso religioso in  Luigi Giussani, Il senso di Dio e l'uomo moderno, 1ª ed., Milano, Biblioteca Universale Rizzoli, I libri dello spirito cristiano, maggio 1994,  p. 144, ISBN 88-17-11115-5.
- Il senso religioso in appendice a  Luigi Giussani, Opere (1966-1992), Vol. 1, Il PerCorso, 1ª ed., Milano, Jaca Book, Già e non ancora 273, 1994,  p. 696, ISBN 88-16-30273-9.